# Кроллис, Гунар
Гунар (Гунарс) Эдуардович Кроллис (латыш. Gunārs Krollis; р. 1932) — латвийский и советский график. Народный художник Латвийской ССР (1979).

## Биография
Родился 23 июня 1932 года в Риге. Супруга — латвийский художник-керамик Изабелла Кролле.
Окончил Рижскую художественную среднюю школу имени Я. Розенталя (1953) и отделение графики Латвийской государственной академии художеств (1960).
Работал художником в журнале Звайгзне (1960—1965). С 1975 года педагог Латвийской академии художеств, руководитель мастерской офорта (с 1990); профессор (1987), магистр искусств (1992).
Член Союза художников Латвийской ССР (с 1963). Член-корреспондент АХ СССР (1988), Иностранный член Российской академии художеств (1992).

## Творчество
Принимал участие в выставках с 1956 года. Работает в области станковой графики — линогравюра, литография, офорт; в станковой живописи — акварель, масляные и акриловые краски. Иллюстрировал более 100 книг. Проектировал дизайн и рисунки однолатовых монет «Ганзейские города Латвии». Автор книги «Два цвета времени».
Наиболее известные работы: «Моя Рига» (1966), «Начало» (1967), «Летнее прикосновение» (1978), «Под знаком Кондора» (1985), «Башня», «Лабиринт» (1990—1991), «Королевские сады» (1996), «Столетия Риги» (1999), «Фрески» (2003).

## Награды и премии
- заслуженный деятель искусств Латвийской ССР (1971)
- народный художник Латвийской ССР (1979)
- премия Ленинского комсомола (1967) — за создание серии графических работ о советской молодёжи
- Государственная премия Латвийской ССР в области искусства (1982) — за триптих, посвящённый труженикам колхоза «Лидумс», и другие работы, созданные в 1980—1982 годах
- Первая премия Маастрихтской биеннале графики в Нидерландах (1994)
- Золотая медаль Союза художников Латвии (1999)
- орден Трудового Красного Знамени
- медали